# Adenský záliv
Adenský záliv (arabsky خليج عدن;‎) je součástí Arabského moře v Indickém oceánu mezi Jemenem na jižním pobřeží Arabského poloostrova v Asii a Somálskem v Africe na Africkém rohu. Na severozápadě je spojen s Rudým mořem průlivem Bab-al-Mandab.
Adenský záliv je asi 1000 kilometrů dlouhý a mezi 150 až 440 kilometry široký. Jeho východní hranici tvoří linie mezi mysy Guardafui v Somálsku a Fartak v Jemenu. Na západě dosahuje maximální hloubky 874 m, ve středu 3478 metrů. Na východě, kde přechází do otevřeného Indického oceánu, dosahuje maximální hloubky 5029 metrů.
Adenský záliv je důležitou a historickou námořní cestou do a z Perského zálivu a Indického oceánu. V Adenském zálivu, který není doposud příliš znečištěn žije mnoho druhů ryb, korálů i jiných druhů živočichů. Hlavními přístavy jsou Aden v Jemenu, Berbera, a Boosaaso (v Somálsku). V historii byl důležitým přístavem také jemenský Crater.
Záliv je jednou z hlavních světových oblastí novodobého pirátství, proto je tu plavba nebezpečná. Navíc se v oblasti v minulosti stalo mnoho konfliktů, jako byl například bombový útok na loď USS Cole v roce 2000.